# Ogawara (jezioro)
Ogawara (jap. 小川原湖 Ogawara-ko) − jezioro w Japonii, w prefekturze Aomori. Ma powierzchnię 61,98 km², długość linii brzegowej wynosi 67,4 km, a jego maksymalna głębokość to 25 m. Jest jedenastym co do wielkości jeziorem w Japonii. Powstało około 1000 lat p.n.e. wskutek zamknięcia się zatoki morskiej.